# Ambrożew
Ambrożew – wieś w Polsce położona w województwie łódzkim, w powiecie łęczyckim, w gminie Góra Świętej Małgorzaty.
Wieś dóbr prestymonialnych kapituły kolegiaty łęczyckiej Jambrożewo, położona była w powiecie łęczyckim województwa łęczyckiego w końcu XVI wieku. W latach 1975–1998 miejscowość administracyjnie należała do województwa płockiego.